# Кристиан Съпунару
Кристиан Съпунару (на румънски: Cristian Săpunaru), роден на 5 април 1984 г. в Букурещ, Румъния, е румънски професионален футболист, десен защитник, настоящ играч на Астра Гюргево и националния отбор на Румъния.

## Кариера

### Клубна кариера
Прави дебюта си в професионалния футбол през 2002 г. с екипа на Национал Букурещ. През 2006 година е закупен от Рапид Букурещ. Две години по-късно преминава в редиците на португалския гранд Порто. През първите си години при драконите не успява да се наложи като титуляр. Въпреки това успява да се наложи като титуляр, а през 2011 година печели Лига Европа с отбора. На 31 август 2012 г. преминава в испанския Сарагоса. През единствения си сезон с екипа на Сарагоса успява да запише името си в историята на отбора, ставайки най-грубия футболист, играл някога за този клуб. Успява да си заработи 19 жълти и 1 червен картон. През следващия сезон играе в Елче. Записва едва 9 мача през сезона, като в само един от тях започва като титуляар. През 2015 г. се завръща в Румъния. Доиграва сезон 2014–15 с Рапид Букурещ. През сезон 2015-16 играе в Пандури Търгу Жиу. От лятота на 2016 г. е играч на Астра Гюргево.

### Национален отбор
Прави дебюта си за националния отбор на 31 май 2008 г. в приятелски мач срещу Черна гора. От 2011 до 2015 г. напуска националния отбор заради конфликт с треньора Виктор Пицурка.
Част от отбора е на Евро 2008 и Евро 2016.

## Трофеи
Рапид Букурещ
- Купа на Румъния (1): 2006–07
- Суперкупа на Румъния (1): 2006–07

Порто
- Лига Европа (1): 2010/11
- Шампион на Португалия (3): 2008–09, 2010–11, 2011–12
- Купа на Португалия (3): 2008–09, 2009–10, 2010–11
- Суперкупа на Португалия (3): 2009, 2010, 2011